# سلوك التصويت
سلوك التصويت هو شكل من أشكال السلوك الانتخابي. من خلال فهم سلوك الناخبين يمكن شرح كيفية وسبب اتخاذ القرارات من قِبل الجماهير صانعة القرار - وهو ما كان مصدر قلق جوهري لعلماء السياسة - أو من قِبل الهيئة الانتخابية. لتفسير سلوك التصويت، فإن الدراية بالعلوم السياسية وعلم النفس أمرٌ ضروري، وعليه ظهر مجال علم النفس السياسي بما في ذلك علم النفس الانتخابي (سيكولوجية الانتخابات). يدرس باحثو علم النفس السياسي طرق التأثير العاطفي التي قد تساعد الناخبين على اتخاذ خيارات تصويت مدروسة، إذ يقترح البعض أن هذا التأثير قد يفسر كيفية اتخاذ الناخبين لخيارات سياسية واعية رغم المستويات العامة المنخفضة للاهتمام بالسياسية والتمرس بها. على العكس من ذلك، يشير بروتر وهاريسون إلى أن علم النفس الانتخابي يشمل الطرق التي تؤثر بها الشخصية والذاكرة والعواطف والعوامل النفسية الأخرى على تجربة المواطنين الانتخابية وسلوكهم تجاهها.
يجب مراعاة عوامل معينة مثل الجندر أو العرق أو الثقافة أو الدين لتوضيح القرائن والتنبؤات حول السلوك المتعلق بقرار التصويت. إضافة إلى ذلك، يمكن اتباع نهجٍ نظريّ أكثر عند معاينة السلوك الانتخابي؛ مثل معاينة ثروة الناخب والمنطقة التي يعيش فيها مما يؤثر على خياراته الانتخابية. فضلًا عن ذلك، يُعتبر دور العواطف، والتنشئة السياسية الاجتماعية، وتقبل الآراء السياسية المختلفة، ووسائل الإعلام من التأثيرات العامة الرئيسية. أفضل طريقة لفهم مفعول هذه التأثيرات على السلوك الانتخابي هي من خلال النظريات الخاصة بتكوين التوجه والمعتقدات والمخطط والبنية المعرفية وممارسة معالجة المعلومات. فمثلًا، تشير دراسات استقصائية من بلدان مختلفة إلى أن الأشخاص يكونون أكثر سعادة بشكل عام في الثقافات الفردية التي يملكون فيها حقوقًا كحق التصويت. بالإضافة إلى ذلك، يلعب التأثير الاجتماعي وتأثيرات الأقران، كتلك التي تنشأ من العائلة والأصدقاء، دورًا مهمًا أيضًا في الانتخابات وسلوك التصويت. إن الدرجة التي يتأثر بها قرار التصويت بالعمليات الداخلية والتأثيرات الخارجية يُغير من جودة اتخاذ قرارات ديمقراطية بحق. يشير بروتر وهاريسون أيضًا إلى أن القرار ليس مجرد تجسيد للاختيار فبحسب قولهم يضطلع الناخبون بدورٍ في الانتخابات ويفرّقون بين «الحكام» و«الداعمين».

## أنواع سلوك التصويت
غالبًا ما يتأثر سلوك الناخبين بولائهم. يوجد مزيج من الرضا والطريقة التي يتعامل بها الحزب مع المشاكل. هناك صلة بين رضا الناخب عما حققه الحزب وكيف تعامل مع ظرف ما، واعتزام التصويت لنفس الحزب مرة أخرى. أمرٌ يدعوه المؤلف بالرضا ونية الشراء. للمعلومات أهمية في المناقشة عند الحديث عن التصويت بشكل عام. لا تؤثر المعلومات المقدمة للناخب على رغبته بالتصويت لشخص معين فحسب، ولكنها تؤثر على نيته بالتصويت من الأساس. يناقش بالفري وبول هذا الأمر في ورقتهم البحثية حول المعلومات وسلوك التصويت. لهذين العاملين تأثير مباشر على مكمن الهوية الحزبية للفرد. يرجع ذلك بجزء كبير منه إلى القدرة على إتاحة جداول الأعمال الحزبية وزيادة فهم الموضوعات التي يجري التعامل معها وقبولها. يعني هذا، إلى جانب اقتراحات سكوفيلد وريفز، أن تعمق التماهي الحزبي يأتي من القبول ويليه الولاء إذا تحقق الرضا عن أداء الحزب، فحينها تكون احتمالية تكرار التصويت في الانتخابات التالية مرتفعة.
عند الحديث عن سلوك التصويت المتعلق بالانشقاقات، هناك بعض العوامل المثيرة للاهتمام التي يجب النظر فيها. عوامل التصويت الثلاثة القائمة على الانشقاق التي ركز عليها البحث هي الطبقة والجندر والدين. أولهم، الدين، الذي يكون في معظم الأحيان عاملًا مؤثرًا على اختيار الحزب. في السنوات الأخيرة، انتقل هذا الانشقاق الانتخابي بعيدًا عن الشواغل المتعلقة بالتوجهين البروتستانتي والكاثوليكي إلى التركيز بشكل أكبر على التوجهات الدينية مقابل التوجهات غير الدينية. العامل المؤثر الثاني هو الطبقة. إذا كان أحدهم ينتمي إلى ما يُسمى بالطبقة العاملة، فمن المرجح تصويته لحزبٍ على الجانب الأيمن من الميزان السياسي، في حين أن ناخبي الطبقة الوسطى قد يتماهون مع حزبٍ على الجانب الأيسر من الميزان السياسي. ختامًا، يأتي تأثير الجندر. يزيد احتمال دعم النساء للأحزاب ذات الميول اليسارية. أحد أسباب ذلك هو التوظيف، إذ من المرجح أن تعمل النساء في القطاع العام. تميل الأحزاب اليسارية إلى دعم دولةٍ تولي اهتمامها للرفاهية وتمويل وظائف القطاع العام، فيستفيد الأشخاص الذين يعتمدون على عملٍ داخل القطاعات التي تسيّرها الحكومة من الأجندة السياسية للحزب اليساري. إن العديد من سلوكيات التصويت القائمة على الانشقاق مترابطة وكثيرًا ما تعتمد على بعضها البعض. تحمل هذه العوامل أيضًا مستويات مختلفة من الأهمية اعتمادًا على الدولة المعنية. لا يوجد تفسير شامل للانشقاق في التصويت، ولا توجد إجابة عامة تفسر انقسام جميع البلدان الديمقراطية. سيكون لكل عامل مستوى مختلف من الأهمية والتأثير على تصويت الفرد وذلك حسب البلد الذي يصوت فيه.
يستخدم الأفراد معايير مختلفة عند التصويت، بناءً على نوع الانتخابات. لذلك، فإن السلوك الانتخابي مشروط أيضًا بالانتخاب الذي يُجرى. هناك عوامل مختلفة تلعب دورًا في الانتخابات الوطنية بالمقارنة مع الانتخابات الإقليمية وذلك حسب المآل الذي يبتغيه الناخب. بالنسبة لكل فرد، قد يبدو ترتيب أهمية عواملٍ كالولاء والرضا والتوظيف والجندر والدين والطبقة مختلفًا جدًا في الانتخابات الوطنية عما عليه في الانتخابات الإقليمية، حتى عندما تُعقد الانتخابات بوجود تكافؤ نسبي بين المرشحين والقضايا والأطر زمنية. على سبيل المثال، قد يلعب الدين دورًا أكبر في الانتخابات الوطنية منه في الانتخابات الإقليمية، أو العكس.
لا تقدم الأدبيات الحالية تصنيفًا واضحًا لأنواع سلوك التصويت. ومع ذلك، فقد حدد البحث الذي لحق بالاستفتاء القبرصي لعام 2004 أربعة سلوكيات تصويت مختلفة اعتمادًا على نوع الانتخابات. يستخدم المواطنون معايير قرار مختلفة إذا ما دُعوا لممارسة حقهم في التصويت في الانتخابات الرئاسية أو التشريعية أو المحلية أو في الاستفتاءات. عادةً ما يكون معيار تصويت العامة في الانتخابات الوطنية على أساس معتقداتهم السياسية. في الانتخابات المحلية والإقليمية، يميل العامة إلى انتخاب أولئك الذين يبدون أكثر قدرة على المساهمة في منطقتهم. يتّبع الاستفتاء منطقًا آخرًا، ففيه يُطلب من العامة التصويت بشكل محدد لصالح سياسة معينة بوضوح أو ضدها.
التصويت الحزبي هو أيضًا دافع مهم وراء تصويت الفرد ويمكن أن يؤثر إلى حد ما على السلوك الانتخابي. في عام 2000، وجدت دراسة بحثية حول التصويت الحزبي في الولايات المتحدة دليلًا على التأثير الكبير للتصويت الحزبي. ومع ذلك، فإن التصويت الحزبي له تأثير أكبر على الانتخابات الوطنية، مثل الانتخابات الرئاسية، مقارنة بانتخابات الكونغرس. يوجد أيضًا تمييز في السلوك الانتخابي الحزبي عند اعتبار سن الناخب ومستوى تعليمه. من المرجح أن يصوت أولئك الذين تزيد أعمارهم عن 50 عامًا وغير الحاصلين على شهادة الثانوية العامة على أساس الولاء الحزبي. ينطلق هذا البحث من الولايات المتحدة ولم يجر التأكد من توقعه الدقيق لأنماط التصويت في الديمقراطيات الأخرى.
وجدت دراسة أُجريت عام 1960 في اليابان في فترة ما بعد الحرب أن مواطني المدن أكثر ميل لدعم الأحزاب الاشتراكية أو التقدمية، في حين كان مواطنو الريف مؤيدين للأحزاب المحافظة. بغض النظر عن التفضيل السياسي، يعد هذا تمايزًا مثيرًا للاهتمام يمكن أن يُعزى إلى التأثير الفعال.
لوحظ أيضًا تأثر الناخبين بسياسات الائتلاف والتكتل، سواء تشكلت هذه الائتلافات قبل الانتخابات أو بعدها. في هذه الحالات، يمكن أن تؤثر انطباعات الناخبين حيال شركاء الائتلاف عند اعتبار مشاعرهم تجاه حزبهم المفضل.